# Jonathan Israel
Jonathan Irvine Israel (Londen, 26 januari 1946) is een Brits historicus, die heeft geschreven over de Nederlandse geschiedenis, het tijdperk van de Verlichting en het Europese jodendom. Israël werd in januari 2001 benoemd tot hoogleraar moderne Europese geschiedenis aan de School of Historical Studies aan het Institute for Advanced Study in Princeton (New Jersey), Verenigde Staten Hij was eerder hoogleraar Nederlandse geschiedenis en instituties aan University College London. Hij is een van de leidende historici over de Verlichting.

## Loopbaan
Israel studeerde geschiedenis aan de Universiteit van Cambridge en werd na zijn afstuderen onderzoeksassistent aan de Universiteit van Oxford. Hij promoveerde op een onderwerp uit de zeventiende-eeuwse geschiedenis van Mexico. Hij was verbonden aan de universiteiten van Newcastle-upon-Tyne en Hull en aan University College London waar hij de vroegmoderne geschiedenis van Europa en de koloniale geschiedenis van Spanje doceerde.
In 1985 volgde hij professor K.W. Swart op als hoogleraar Nederlandse geschiedenis in Londen. Hij was de eerste niet-Nederlander op die post. Vanaf 2002 is hij verbonden aan het Princeton Institute of Advanced Studies in de Verenigde Staten. Hij publiceerde vele tientallen artikelen en boeken. Op 10 december 2004 hield Israel de Pierre Bayle-lezing in Rotterdam, die de persoon tot onderwerp had waarnaar de lezing is vernoemd: Pierre Bayle. Van april tot juni 2007 vervulde hij bij de Koninklijke Bibliotheek een fellowship. Tijdens zijn onderzoeksperiode bij de Koninklijke Bibliotheek richtte hij zich op Nederlands spinozisme en radicaal denken als een historisch en cultureel fenomeen van 1670 tot 1800.
In 1995 verscheen zijn monumentale geschiedenis van de Nederlands Republiek: The Dutch Republic: Its Rise, Greatness, and Fall, 1477-1806.
Israels hoofdwerk, bestaande uit vier delen: Radical Enlightenment (2001), Enlightenment Contested (2006), Democratic Enlightenment (2011) en The Enlightenment that Failed (2019), is een monumentale geschiedenis van de verlichting. In zijn definitie duurde deze periode van 1680-1800. Centraal staat de nadruk op de grote invloed van de 'radicale verlichting' (de term is niet geïntroduceerd door Israel). Aan de bron van deze radicale verlichting staat het werk van de filosoof Baruch Spinoza. Waar eerder gedacht werd dat het spinozisme slechts een geringe invloed heeft uitgeoefend, toont Israel in zijn gedetailleerde werk aan dat deze invloed juist bijzonder groot was, zowel op het Europese vasteland, als ook, in mindere mate, in Groot-Brittannië, Ierland, alsmede in de Verenigde Staten, zoals bijvoorbeeld blijkt uit het werk van Thomas Paine. De radicale verlichting zou, door zijn neiging tot religieus scepticisme en tot de republikeinse staatsvorm, geleid hebben tot de huidige liberaal-democratische staat.
Jonathan Israel is, en dat is uitzonderlijk voor een niet-Nederlander, ridder in de Orde van de Nederlandse Leeuw. Hij ontving in 2005 een eredoctoraat aan de Universiteit Antwerpen. In 2012 werd hij onderscheiden met de Frans Banning Cocqpenning, uitgereikt door de burgemeester van Amsterdam, Eberhard van der Laan, "voor belangrijke bijdragen aan de internationale bekendheid van de stad Amsterdam als historische handelsstad en intellectuele vrijstaat." Ook werd hem de Comeniusprijs 2017 toegekend.

## Werken
In het Nederlands verschenen van hem:
- Nederland als centrum van de wereldhandel: 1585-1740. Uitgeverij Van Wijnen, Franeker 1991, ISBN 90-71474-49-6
- De Republiek, 1477-1806. Van Wijnen, Franeker 1996 (twee delen; later herzien en vele malen herdrukt, ook in één band).
- De Verlichting, de Nederlanders en de toekomst der geschiedenis, 1998. De Volkskrant, Amsterdam 1998, ISBN 9789051943375
- De joden in Europa, 1550-1750. Van Wijnen, Franeker 2003, ISBN 9051942222
- Radicale Verlichting: hoe radicale Nederlandse denkers het gezicht van onze cultuur voorgoed veranderden. Van Wijnen, Franeker 2005, ISBN 9789051942392
- In strijd met Spinoza: het failliet van de Nederlandse Verlichting (1670-1800). NIAS, Wassenaar / Bert Bakker, Amsterdam 2007, ISBN 978-90-351-3209-2
- Gedachtevrijheid versus godsdienstvrijheid: een dilemma van de Verlichting, Soeterbeeck Programma, Nijmegen 2007.
- Verlichting onder vuur: Filosofie, moderniteit en emancipatie, 1670-1752. Van Wijnen, Franeker 2010, ISBN 9789051943276
- Revolutie van het denken: Radicale Verlichting en de wortels van onze democratie. Van Wijnen, Franeker 2011, ISBN 9789051944105
- Democratische Verlichting: Filosofie, revolutie en mensenrechten 1750-1790. Van Wijnen, Franeker 2015, ISBN 9789051944358
- Revolutionaire ideeën: een intellectuele geschiedenis van de Franse revolutie. Van Wijnen, Franeker 2017, ISBN 9789051946208
- Lopend vuur. Hoe de Amerikaanse Revolutie de wereld in vlam zette, 1775-1848. Van Wijnen, Franeker, 2020, ISBN 9789051945355
- De mislukte verlichting. Ideeën, revoluties en de nederlaag van de democratie, 1748-1830. Van Wijnen, Amersfoort 2024, ISBN 978-90-5194-554-6